# Aeropuerto de Olavarría
El Aeródromo Olavarria (FAA: OLA, OACI: SAZF, IATA: OVR) es el aeródromo de la ciudad homónima que se ubica en el interior de la Provincia de Buenos Aires, Argentina.
El aeródromo cuenta con dos pistas, una de ellas asfaltada y otra de tierra y con balizamiento para operaciones nocturnas.
Frecuencia ATS(Servicio de tránsito aéreo):
- 118,1 MHz

Se encuentra ubicado 11 km al este-nor-este de la ciudad.

## Aerolíneas y destinos
| Humming Airways                        | Nacionales (2): Buenos Aires-Aeroparque, Tandil | N/A |
| Total: 2 destinos, 1 país, 1 aerolínea |                                                 |     |